# Gilbert Duclos-Lassalle
Gilbert Duclos-Lassalle, född 25 augusti 1954 i Lembeye, är en tidigare professionell tävlingscyklist från Frankrike. Han var specialist i endagslopp och tävlade mellan 1977 och 1995.
Duclos-Lassalle slutade tvåa i Paris–Roubaix efter Francesco Moser (1980) och Hennie Kuiper (1983). Han vann sedan tävlingen 1992 före tysken Olaf Ludwig, och tog sedan även hem tävlingen året därpå före den italienska spurtaren Franco Ballerini. Ballerini trodde att han var på väg att vinna tävlingen och gjorde därmed segergest, men upptäckte sedan att han hade förlorat tävlingen under de två sista meterna.
Gilbert Duclos-Lasalle har arbetat som kommentator på TV sedan han avslutade sin karriär.
Hans son Hervé Duclos-Lassalle är också en professionell cyklist, liksom Gilbert Duclos-Lasalles svärson Maryan Hary.

## Meriter
1979
46:a, Tour de France
1980
1:a, Paris-Nice
2:a, Paris–Roubaix
1981
1:a, GP Ouest-France
28:a, Tour de France
1982
1:a, etapp 1, Critérium International
2:a, Paris-Nice
60:e, Tour de France
1983
1:a, Bordeaux–Paris
1:a, GP de Fourmies
2:a, Paris–Roubaix
1984
 Nationsmästerskapen - individuell förföljelse
1985
2:a, Bordeaux–Paris
61:a, Tour de France 1985
1987
1:a, GP Ouest-France
80:a, Tour de France 1987
1988
36:a, Tour de France 1988
1989
1:a, Route du Sud
1990
1:a Critérium des As
65:a, Tour de France 1990
1991
1:a, GP du Midi Libre
1:a, etapp 2, GP du Midi Libre
60:a, Tour de France 1991
1992
1:a, Paris–Roubaix
1993
1:a, Paris–Roubaix
1:a, etapp 2, Dauphiné Libéré
1994
1:a, etapp 3, Route du Sud
1995
1:a, etapp 2, Ronde van Nederland

## Stall
- Peugeot-Esso-Michelin 1977–1981
- Peugeot-Shell-Michelin 1982–1986
- Z-Peugeot 1987–1989
- Z 1990–1992
- GAN 1993–1996